# Содружество христианских советов и церквей Великих озер и Африканского Рога
Содружество христианских советов и церквей Великих озер и Африканского Рога (англ. Fellowship of Christian Councils and Churches in the Great Lakes and Horn of Africa, FECCLAHA, фр. Fraternité Des Eglises et Des Conseils Chrétiens Des Grands Lacs et De La Corne De L'Afrique) — африканская экуменическая христианская организация в Кении, основанная в 1999 году, являющаяся членом Всемирного совета церквей. 

## История
Содружество берёт свое начало в 1994 году, когда группа религиозных лидеров отправилась в Преторию,Южная Африка, чтобы стать свидетелями инаугурации Нельсона Манделы на посту президента Южной Африки 10 мая 1994 года. В результате была проведена серия консультаций: в ноябре 1996 года в Йоханнесбурге, Южная Африка; в марте 1997 года в Энтеббе, Уганда; в августе 1997 года в Кигали, Руанда; в сентябре 1997 года в Женеве, Швейцария. Содружество официально основано 4 марта 1999 года с целью содействия экуменическому общению, которое способствует справедливости, устойчивому миру и развитию в странах: Бурунди, Демократическая Республика Конго (ДРК), Эритрея, Эфиопия, Руанда, Кения, Южный Судан, Судан, Танзания и Уганда.

## Концепция
Содружество занимается вовлечением религиозных организаций в кампанию борьбы за ликвидацию насилия внутри семьи и в отношении женщин, в 2005 году участвовало в конференциях в рамках Tamar Campaign Всемирного совета церквей и к 2017 году выпустило ряд публикация ну эту тему. Содружество также участвует в христианско-мусульманском диалоге в Африке. Это одна из ключевых организаций в области экуменического диалога на континенте.

## Члены
В состав содружества входят:
- Христианский совет Танзании
- Церковь Христа в Конго
- Эритрейская православная церковь
- Эфиопская евангелическая церковь Мекане Йесус
- Евангелическая церковь Эритреи
- Национальный совет церквей Бурунди
- Национальный совет церквей Кении
- Суданский совет церквей
- Протестантский совет Руанды
- Суданский совет церквей
- Объединённый христианский совет Уганды

## Внешние ссылки
- Содружество христианских советов и церквей Великих озер и Африканского Рога — официальный веб-сайт
- Содружество христианских советов и церквей Великих озер и Африканского Рога в списке членов Всемирного совета церквей